# Власов, Андрей Викторович
Андрей Викторович Власов (род. 12 августа 1980, Санкт-Петербург) — российский шеф-повар и телеведущий.
Чемпион России по кулинарии и сервису 2010 года. Шеф-повар ресторана «Русская рюмочная № 1» и Музея русской водки г. Санкт-Петербурга, который вошёл в список 1000 лучших ресторанов мира на 2017 год. Ведущий передачи «Высокий бас & повар-класс» на телеканале «Еда».

## Биография
Родился 12 августа 1980 года в Ленинграде.
Учился в школах № 152 и 323.
В 1999 году окончил профессиональный лицей кулинарного мастерства № 140, получив профессию повара-кондитера и технолога-организатора V разряда.
С 1999 по 2001 год проходил службу в Вооружённых Силах Российской Федерации.
В 2007 году окончил психолого-педагогический факультет Российского государственного педагогического университета имени А. И. Герцена.
Женат, двое детей.

## Карьера
Начал карьеру в ресторанном бизнесе Санкт-Петербурга в 2001 году. Был сначала поваром, а затем су-шефом Центра питания, культурного и делового сотрудничества Санкт-Петербургского государственного университета. В 2005 году работал су-шефом ресторана «Волна».
С 2007 по 2008 год работал шеф-поваром в ресторане «Консул».
С 2008 года является шеф-поваром ресторана «Русская Рюмочная № 1». Его блюда входят в список наиболее популярных в Санкт-Петербурге.
Представил Царское меню на гастрофестивале Финляндии в Мянття-Вилппула 24-26 августа 2017 года.
Постоянный член жюри кулинарных конкурсов «Золотая Кулина» и «Лучший по профессии». Участник и дипломант различных профессиональных конкурсов и фестивалей. Соавтор книги «История на вкус. Кулинарная тетрадь личного повара Ф. И. Шаляпина» по заказу Комитета по культуре Санкт-Петербурга.
В 2010 году в Таллине участвовал в проведении дней русской кухни в ресторане «Gloria» в рамках программы «Flavours of Estonia».
В 2013 году участвовал в программе «Время обедать» на Первом канале.
С 2014 года действительный член Гильдии гастрономов «Chaine des Rotisseurs».
В 2017 году стал экспертом по независимой оценке квалификаций в индустрии гостеприимства при ЦОК г. Санкт-Петербурга.
В 2017 году представлял Россию на ежегодном фестивале гастрономии и искусства Food & Art Festival в городе Mänttä среди Шеф-поваров из Испании, Франции, Нидерландов, Голландии, Швеции, Эстонии и Финляндии
С 2021 года Бренд-шеф ресторанной группы Stroganoff Group

## Награды и достижения
- Медаль III чемпионата по кулинарии и сервису «Золотая кулина», г. Санкт-Петербург 2003 г.[34]
- Абсолютный чемпион г. Санкт-Петербурга и дипломант чемпионата России по барбекю на кубок «Forester 2006»[35].
- Чемпион России по кулинарии и сервису 2010 года в категории «Русская кухня»[36][37].
- Дипломант отборочного тура на международный конкурс поваров высокой кухни «Золотой Бокюз — Европа 2011»[38].
- Участник лонг-листа премии «Where to Eat 2015» в номинации «Шеф-повар года»[39].